# Темешварский банат
Темешварский банат (нем. Temescher Banat) — провинция Габсбургской монархии, существовавшая с 1718 по 1778 годы.

## История
В 1716 году во время австро-турецкой войны Банат был занят войсками Евгения Савойского, и по Пожаревацкому миру эти земли отошли Габсбургской монархии. Габсбурги решили игнорировать требования венгров и отказались принимать во внимание когда-то существовавшую организацию местной власти. На новоприсоединённых землях был образован Темешварский банат (от которого и произошло название территории «Банат»), разделённый на 7 округов. Администрация имела смешанный характер — это была военно-гражданская администрация, осуществлявшая охрану границы (Банатская Краина).
В 1737 году Габсбургская монархия официально вступила на стороне России в войну с Османской империей, однако в 1739 году потерпела тяжёлое поражение в битве под Гроцкой, и была вынуждена подписать невыгодный Белградский мир, по которому потеряла территории южнее Савы и Дуная.
В 1778 году Темешварский банат был ликвидирован, а его земли вошли в состав Королевской Венгрии.

## Экономика
Австро-турецкие войны привели к большим миграциям населения, и новоприсоединённые территории испытывали большую нехватку рабочих рук. Из наследников прежних средневековых землевладельцев вернулись немногие. От имени императора завоёванными областями стала управлять Дворцовая палата, которая стала продавать поместья или даровать их за заслуги.
Нехватка населения ограничивала возможности использования природных ресурсов областей, известных своим экономическим потенциалом, что стало особенно очевидно после завершения в Банате к 1766 году работ по осушению болот и регулированию Тимиша. В 1763 году Дворцовой палатой был издан «Патент о колонизации», и в 1770 году в Банат хлынула мощная волна колонистов из Центральной Европы (11 тысяч семей — 42 тысячи человек), в результате чего появились многочисленные банатские швабы; также сюда прибыли венгры, образовавшие несколько сёл, и словаки, из высокогорных районов приходили румыны, а с юга переселялись сербы и болгары, торговые дела приводили в города армян и евреев.

## Губернаторы
- Клаудиус Мерси
- Франц Леопольд Энгельсхофен

## Карты
- Темешварский банат в 1718-1739 годах
- Темешварский банат в 1739 году
- Темешварский банат в 1751-1778 годах